# Сергеев, Алексей Маркелович
Алексей Маркелович Сергеев (1913—1943) — сержант Рабоче-крестьянской Красной Армии, участник Великой Отечественной войны, Герой Советского Союза (1944).

## Биография
Родился 5 октября 1913 года в деревне Аксёново (ныне — Коношский район Архангельской области). После окончания начальной школы работал в сельском хозяйстве. В 1934—1936 годах проходил службу в Рабоче-крестьянской Красной Армии. Демобилизовавшись, проживал и работал в Вологодской области. В августе 1941 года повторно был призван в армию. С июля 1942 года — на фронтах Великой Отечественной войны.
К марту 1943 года сержант Алексей Сергеев командовал отделением пулемётной роты 722-го стрелкового полка 206-й стрелковой дивизии 40-й армии Воронежского фронта. Отличился во время освобождения Сумской области Украинской ССР. 10 марта 1943 года у реки Псёл в районе села Бишкинь Лебединского района, когда батальон 722-го стрелкового полка оказался в окружении, отделение под командованием Алексея Сергеева осталось прикрывать его выход из кольца. Эта задача была успешно выполнена. При отражении немецких атак погиб в бою. Похоронен в братской могиле в центре села Бишкинь.
Указом Президиума Верховного Совета СССР «О присвоении звания Героя Советского Союза генералам, офицерскому, сержантскому и рядовому составу Красной Армии» от 10 января 1944 года за «образцовое выполнение боевых заданий командования на фронте борьбы с немецко-фашистскими захватчиками и проявленные при этом отвагу и геройство» был удостоен посмертно высокого звания Героя Советского Союза. Также был награждён орденом Ленина и медалью (по некоторым данным, ещё и орденом Красной Звезды).
В его честь установлен бюст в селе Анненский Мост Вытегорского района Вологодской области.